# Hultasjö
Hultasjö är en sjö i Kungsbacka kommun i Halland och ingår i Viskan-Rolfsåns kustområde. Sjön är 10 meter djup, har en yta på 0,05 kvadratkilometer och är belägen 105 meter över havet.